# Isihara Taku
Isihara Taku (japánul: 石原卓; Aicsi, 1988. október 3. –) japán labdarúgó.

## Pályafutása
2013 februárjában leigazolta a montenegrói FK Mladost Podgorica csapata.